# Ulls del Món
La fundació Ulls del Món és una organització sense ànim de lucre creada l'any 2001, que lluita contra la ceguesa evitable, que és aquella que es pot prevenir o curar, en alguns dels territoris més vulnerables del món. Ho fa, proporcionant assistència oftalmològica a la població dels països pobres i, alhora, facilitar eines i formació als serveis sanitaris locals. I també, sensibilitzant l'opinió pública sobre les mancances de la sanitat en els països amb pocs recursos.
La fundació 'Ulls del món' es va crear formalment el juliol de 2001 impulsada per qui fou Síndic de Greuges de Catalunya Rafael Ribó, que és el president de la Fundació, i de l'oftalmòleg i director mèdic de l'Institut de Microcirurgia Ocular (IMO) Borja Corcóstegui, que n'és el seu vicepresident. El projecte neix, arran del seu viatge als campaments de refugiats sahrauís d'Algèria per realitzar un projecte assistencial d'ajuda humanitària a la població desplaçada. A través de 'Ulls del món' diversos oftalmòlegs espanyols, demanen cada any un permís laboral, no remunerat, a l'hospital o la clínica on exerceixen i viatgen amb el seu instrumental quirúrgic a algunes de les zones del planeta on més abunda la ceguesa recuperable, com Mali, la província d'Inhambane, a Moçambic, la d'El Alto, a Bolívia, i els Campaments de refugiats sahrauís de Tindouf del Sàhara, on va començar el seu recorregut.
Des de l'any 2002 la Fundació Ulls del Món, que és membre de l'Agència per a la Prevenció de la Ceguesa, celebra anualment la que anomena 'Nit dels Ulls del Món' per l'erradicació de la ceguesa evitable, amb el propòsit de recaptar fons per atendre la gent que no ha tingut accés a cap programa de prevenció, en un context on els informes de l'OMS subratllen que la meitat dels 2.200 milions de casos de deficiència visual o ceguesa es podrien evitar si es tingués accés a l'atenció mèdica necessària i alerten que el 2050 aquesta xifra gairebé es duplicarà.
En els seus primers cinc anys, entre el 2001 i el 2006, la tasca dels seus oftalmòlegs voluntaris ha ajudat a retornar la visió a més de 4.000 persones d'aquests tres països, i també se n'han atès 20.000 que estaven afectades per tracoma -una infecció ocular pròpia de zones on escasseja l'aigua i la higiene- glaucoma, -hipertensió ocular que implica amenaça de ceguesa- o cataractes.
L'any 2019, des de la fundació es van atendre 122.123 persones -45.255 d'elles menors d'edat- i se'n van operar 2.775.
L'any 2022 'Ulls del món' va posar en marxa el projecte ‘Iris del món’, un projecte que consisteix a obtenir una fotografia exclusiva de l'iris d'un personatge famós per a subhastar-la i recaptar fons, a més de sensibilitzar sobre les deficiències en l’atenció ocular en els territoris més vulnerables i defensar el dret universal a la visió. L'actor Javier Bardem fou la primera celebritat que donà suport a la iniciativa i ha ‘donat’ el seu iris amb la finalitat d'aconseguir la màxima recaptació econòmica possible per a contribuir a combatre la ceguesa evitable.